# Val Bratica
La val Bratica è una valle dell'alto Appennino parmense situata nei comuni di Monchio delle Corti e di Corniglio.

## Descrizione
È attraversata dal torrente Bratica, che nasce dalle pendici del monte Navért (1653 m), scorre verso nord per circa 14 km e si immette nel torrente Parma poco dopo l'abitato di Corniglio.
La val Bratica è situata tra la Val Parma a ovest e la Val Cedra a est. È collegata con la val Cedra tramite la Strada Provinciale 75, che raggiunge il punto più elevato nel Passo del Ticchiano (1154 m). Tra le località della val Bratica vi sono: Riana e Casarola (frazioni di Monchio); Grammatica, Montebello, Sivizzo, Bellasola, Ballone e Villula (frazioni di Corniglio).
È una valle in via di spopolamento ma molto frequentata nel periodo estivo per la bellezza e tranquillità della zona e il clima salubre. È ricca di boschi, soprattutto castagneti e faggete, dove si trovano in abbondanza funghi e tartufi. I ristoranti e trattorie della val Bratica offrono i piatti tipici della cucina emiliana.
La località di Casarola è nota per essere il luogo d'origine della famiglia del poeta Attilio Bertolucci, padre dei registi Bernardo Bertolucci e Giuseppe Bertolucci. La casa dove ha abitato per diversi anni e dove ha composto molte sue opere è stata restaurata ed è visitata da molti suoi ammiratori e turisti. Gli appassionati di escursioni in montagna possono percorrere il "Grande Anello di Bertolucci", un itinerario che partendo dalla frazione di Grammatica (1026 m) attraversa la val Bratica e raggiunge la vetta del monte Navert (1653 m), per poi ritornare al punto di partenza.
Nei pressi di Ballone si trova il piccolo lago delle Ferle (circa 3 800 m², prof. max. 8 metri), formatosi nel 1913 in seguito a una grande frana che provocò ingenti danni all'abitato di Ballone. Oggi il lago è meta di scampagnate per gli abitanti della zona.